# Scymnodon ringens
La bruja (Scymnodon ringens) es una especie inofensiva de escualiforme de la familia Somniosidae, que habita en el Atlántico oriental, desde Escocia hasta España, Portugal y Senegal, y en el Pacífico suroccidental cerca de Nueva Zelanda, entre las latitudes 58° N y 15º N a profundidades de entre 200 y 1600 m. Su longitud máxima es de 1,1 m.